# 罢赛
罢赛是体育用语，用来形容竞技体育比赛的参与者（之一）因故未经比赛组织者许可而自行退出比赛的行为。罢赛一般都会造成较为恶劣的影响，从而引发比赛组织者对罢赛参与者的严厉制裁。

## 著名案例
北京国安罢赛事件
2004年10月2日，中国足球俱乐部北京国安在客场与沈阳金德进行2004年中国足球超级联赛第14轮的比赛，在双方战成1：1平的时候，当值主裁判周伟新莫名判罚国安后卫张帅禁区内拉人犯规，判给沈阳一个点球，于是国安俱乐部官员与队员试图同裁判员理论，在理论未果的情况下国安队教练员和运动员全体离场，当时比赛只进行了79分钟。这场比赛成为中国职业联赛历史上首场提前结束的比赛，随后以此为导火索引发了7家中超俱乐部与中国足协对抗的“G7革命”。事后中国足协将此行为定性为“罢赛”并扣除了北京国安3分联赛积分作为惩罚。2011年3月，被捕入狱的周伟新交代该场比赛前曾收受沈阳金德队现金贿赂。
2005F1美国站罢赛事件
2005年世界一级方程式锦标赛美国站大奖赛，7家使用米其林轮胎的车队（麦克拉伦-梅赛德斯，雷诺，红牛-考斯沃斯，索伯-马石油，英美-本田，丰田，威廉姆斯-宝马）以轮胎安全性不可靠为由，以暖胎圈结束之后集体回到维修站的方式罢赛。只有三家使用普利司通公司的车队（法拉利，乔丹-丰田，米纳尔迪-考斯沃斯）参加了比赛。这场比赛最终进行完了73圈的比赛，德国车手迈克尔-舒马赫获得冠军，3支车队6名完赛的车手都获得了积分奖励。事后米其林公司支付了巨额罚款，并负责给当时的车迷免费更换次年美国站大奖赛门票作为补偿。
2020年大都會隊與馬林魚隊罷賽事件
2020年8月28日，美國職棒大聯盟大都會隊與馬林魚隊之戰，兩隊球員雖正常著裝及暖身，但投手並未熱身練投，開賽後兩隊球員全部出場靜默42秒，隨之離場罷賽以抗議警方槍擊非裔男子布雷克（Jacob Blake），同時也向已故大聯盟首名黑人球員傑基·羅賓森（Jackie Robinson，背號42號）致敬，除了大都會與馬林魚，另外也有MLB其他球隊與NBA、女籃、男足、冰球等職業運動響應罷賽。

## 另見
- 罷工
- 罷課
- 沒收比賽